# Скандал Киркоров — Ароян
Сканда́л Кирко́ров — Ароя́н начался 20 мая 2004 года на пресс-конференции популярного российского певца Филиппа Киркорова в Ростове-на-Дону, когда певец оскорбил журналистку Ирину Михайловну Ароян. Фраза Киркорова в адрес Ирины Ароян «Меня раздражают ваша розовая кофточка, ваши сиськи и ваш микрофон» стала широко известной и даже вызвала подражания. Фразеологизм «Ро́зовая ко́фточка», порождённый скандальным эпизодом, стал одним из часто употребляемых обозначений самого происшествия и событий вокруг него; он также используется как обобщающее обозначение скандалов с персонажами «бульварной прессы». Сам скандал иногда именуется также «Розовая кофточка, сиськи и микрофон», «Киркоров и розовая кофточка». Метафорически «розовой кофточкой» в различных публикациях изредка называли одну из сторон конфликта (Ирину Ароян), а также использовали понятие как собирательный образ журналиста.
Происшествие вызвало значительный общественный резонанс, получило самое широкое освещение в средствах массовой информации и привело к возбуждению против певца уголовного дела и судебному разбирательству. Конфликт эстрадного исполнителя с прессой сопровождался организацией массового бойкота Филиппа Киркорова со стороны прессы (певца бойкотировали также некоторые региональные концертные организации). Инициатива гражданской акции в знак солидарности с ростовской журналисткой принадлежала челябинской телерадиокомпании «Восточный экспресс» и была поддержана Союзом журналистов России, однако её не поддержала часть столичных СМИ.

## Ход инцидента
В мае 2004 года на совместной пресс-конференции с Анастасией Стоцкой в Ростове-на-Дону журналистка «Газеты Дона» Ирина Ароян задала вопрос: «Чем обусловлено столь большое количество ремейков в вашем репертуаре? Это нехватка новых мелодий, новых авторов…?». Киркоров прервал её, и далее последовал такой диалог:
К.: А назовите, пожалуйста, количество ремейков в моём репертуаре, кроме «Мама, шика дам» и «Вива ля дива»? (Заметив, что на него наводят фотокамеру, нарочно таращит глаза в объектив.)

А.: А… «Queen есть, вот последнее что я слышала»?

К.: Что?

А.: «Queen», что вы пели с хором Турецкого?

К.: Так вот, вы и объясняете, что это был хор Турецкого. Понимаете, да? Да, в этом концерте были все ремейки. Назовите хоть одно произведение в этом концерте, которое хор Турецкого спел как самостоятельное. А что, Басков пел не ремейки, исполняя «Калинку-малинку» или «Мурка» и всё такое? Это как по-вашему, тоже нехватка репертуара, как вы считаете?

А.: (перебивая Киркорова) Я не сказала, что…

К.: А я считаю, что это… (Ароян перебивает Киркорова, тот вынужден повториться)… я считаю, что это — тематический концерт, в котором были исполнены и «Queen», и были исполнены и «Ба мир бисту шейн» тоже — песня на иврите. Вы обозначили количество, огромное количество ремейков, я вас прошу назвать это «огромное количество».

А.: Я так сразу, навскидку не назову…

К.: Ну, так вы же отвечайте за свои слова. Я вам назову два ремейка в своём репертуаре: «Ой, мама, шика дам» и «Вива ля дива», а теперь назову список оригинальных песен, которые принесли мне популярность и за которые меня, собственно говоря, наверное за эти 20 лет народ уже полюбил и уважает. Ну, вам начать список или вам сначала количество ремейков…?

А.: Филипп, я не пыталась умалить ваших заслуг и достоинств…

К. (перебивает): Значит, пожалуйста, пожалуйста… (Ароян его перебивает) Секундочку, вы отвечайте за свои слова, я буду отвечать за свои. Значит, начнём с начала. «Атлантида» — собственная песня? Собственная песня? Что вы меня фотографируете, вы слушайте! «Атлантида». Дальше, «Ты, ты, ты» — чья песня, кто исполнял? «Небо и земля» кто исполнял? Дана Интернешнл? Таркан и Рики Мартин, а? Дальше, «Зайка моя» — кто? «Марина», «Я поднимаю свой бокал»… 

А.: Вы великий…

К.: Да я знаю, что я великий! Да. Дальше кто? Дальше, дальше, песни, ремейки я жду в своём репертуаре… исполнение… «Небо и земля». Пошли дальше, «Я поднимаю свой бокал», «Марина», «Я не Рафаэль». Это кто пел всё — Софи Лорен, Тина Тёрнер, Элтон Джон, а? Всё, я больше с вами не хочу разговаривать, дальше, следующий вопрос. Просто я не люблю разговаривать не с профессионалами, понимаете, когда говорят: «большое количество ремейков»…
Журналисты попытались перевести тему на Стоцкую, и женщина-корреспондент с канала MTV начала с ней диалог. Однако после вопроса корреспондента «Настя, а вот вы чему уже научились от Филиппа Киркорова?» Киркоров снова перебил:
К.: Ремейки делать. (Ароян продолжает щёлкать фотоаппаратом) Я не хочу, чтобы вы меня фотографировали! Вы мне надоели. Меня раздражают ваша розовая кофточка, ваши сиськи и ваш микрофон. Да. А? 

А.: Вы не против того, что я так и напишу?!

К.: А? Да мне… да мне похую, как вы напишете. Так же, как и вы! Я не люблю про… непрофессионалов, непрофессионалам тут делать нечего. Вы что, хотите, чтобы я сейчас ушёл отсюда? Я уйду… Но не уйду, потому что уважаю других ваших коллег. А вы отсюда уйдёте! 

А.: Почему вы так себя ведёте?

К.: Всё, взя́ла и ушла отсюда.

А.: Я, как и вы, на работе.

К.: Встали и ушли!

А.: Вы считаете, что это нормально?..

К.: Да, я считаю — нормально, встала и ушла отсюда! Ремейков ей, видите ли, большое количество… На пресс-конференции к звёздам надо приходить подготовленными, а не так, как вы: вчера у подворотни, а сегодня здесь, на втором ряду. 

А.: «У подворотни» — это…

К.: Всё, до свидания!

А. Хорошо, до свидания! 

К. (передразнивая её южный говор): До свидания, да сведанья!! Гаварите сначала, да… Научитесь говорить сначала по-русски, да… до свиданья, всё.

А.: А вы научитесь себя прилично вести! «Звезда»!..

К.: (передразнивая) Да… Пизда!

А.: (выходя из зала) Вы просто хам!

Всё произошло в присутствии прессы, и фрагменты скандальной пресс-конференции были опубликованы (видеозапись сначала распространилась в Интернете; позднее видеозапись была показана в эфире ряда телеканалов). Видеозапись скандальной пресс-конференции вскоре стала объектом популярных интернет-мемов лишь через некоторое время после скандала, а фразы из неё были разобраны на цитаты.
Когда журналистка вышла из зала, её схватили телохранители Киркорова. Они отобрали у Ароян фотоаппарат и диктофон и вывели технику из строя.

## Судебное разбирательство
Ирина Ароян после неудачной попытки урегулировать конфликт в досудебном порядке (Филипп Киркоров не счёл себя в чём-либо виновным и отказался извиняться) в конце июня 2004 года обратилась с исковым заявлением в один из судов Ростова-на-Дону. Против певца было возбуждено уголовное дело по части 2 статьи 130 УК РФ («Оскорбление»). В судебном деле фигурировало заключение специалиста — заведующего отделом экспериментальной лексикографии Института русского языка им. В. В. Виноградова РАН, доктора филологических наук, профессора А. Н. Баранова, подготовленное по инициативе адвокатов Киркорова. В заключении в частности говорилось:
- «1. Оскорбление как речевой акт обязательно направлено на конкретное лицо — адресата оскорбления. То есть речевой акт оскорбления требует использования соответствующих неприличных выражений, направленных (адресованных) конкретному лицу. Кроме того, речевой акт оскорбления предполагает, что говорящий приписывает адресату отрицательную характеристику (одну или несколько)».
- "2. Во фразе (1) «Ф. Киркоров: <…> Меня раздражают ваша розовая кофточка, ваши сиськи и ваш микрофон» И. Ароян не приписывается никаких отрицательных характеристик, выраженных в неприличной форме (см. также ответ на вопрос № 5).

Во фразе (2) «Ф. Киркоров: А?! А? Да мне… да мне по-хую, как вы напишете… Так же, как и вы… Я не люблю непрофессионалов! Непрофессионалам тут делать нечего!» И. Ароян приписывается отрицательная характеристика — непрофессионализм, при этом используется слово литературного русского языка, которое не относится к числу неприличных.
Фраза (3) «И. Ароян (презрительно): А вы научитесь себя вести. „Звезда“.
Ф. Киркоров (рифмуя): Да… Пизда!» многозначна: это может быть и приписывание И. Ароян отрицательной характеристики, и языковая игра. Только говорящий может пояснить то, что он имел в виду.
- «3. Идиома по-хую[18] (кто-л./что-л., кому-л.) употреблена во фразе: „А? Да мне… да мне по-хую, как вы напишете… Так же, как и вы…“ в значении „говорящий даёт понять адресату, что он исключает то, что напишет адресат, из своей личной сферы“, то есть Ф. Киркорову безразлично, что о нём напишет журналистка. Продолжение фразы „Так же, как и вы…“ указывает на то, что говорящему безразлична и сама журналистка.

Фразу „А? Да мне… да мне по-хую, как вы напишете… Так же, как и вы…“ нельзя рассматривать как оскорбление, поскольку в ней адресату не приписывается никаких отрицательно оцениваемых характеристик.»
- «4. Слово „пизда“ в контексте „И. Ароян (презрительно): А вы научитесь себя вести. `Звезда´“.

Ф. Киркоров (рифмуя): „Да… Пизда!“ допускает различные интерпретации. При одном понимании И. Ароян в неприличной форме приписывается некоторая характеристика. При втором понимании речь идет о языковой игре, основанной на рифме со словом „звезда“ и взаимной перебранке. Поскольку речевой акт Ф. Киркорова состоит из одного слова и следует после частицы „да“, употреблённой в значении реакции-согласия, по контексту невозможно установить, что конкретно имеется в виду — приписывание характеристики или языковая игра с перебранкой. Это тот случай, когда говорящий может пояснить то, что имелось в виду.»
- «5. Слово сиськи в контексте „Ф. Киркоров (обращаясь к И. Ароян): Я не хочу, чтобы вы меня фотографировали. Вы мне надоели. Меня раздражают ваша розовая кофточка, ваши сиськи и ваш микрофон“ с точки зрения стилистики относится не к неприличным, а к просторечным словам».
- «6. Интерпретация метафоры ПОДВОРОТНИ как оскорбления определяется метафорическими следствиями. Поскольку рассматриваемый контекст не позволяет однозначно определить эти следствия, установить, в каком значении употреблена метафора ПОДВОРОТНИ, не представляется возможным. Следовательно, эта метафора не может однозначно рассматриваться как оскорбление адресата данной реплики.»

Представитель частного обвинителя, адвокат Владимир Лифшиц следующим образом оспорил заключение:

— Основное достоинство этого документа — бланк, на котором он написан. Там стоит печать Академии наук, сами же выводы псевдонаучны. Они построены на софизмах — ложных умозаключениях, которые на первый взгляд кажутся правильными, но основаны на сознательном нарушении правил логики. Так, профессор полагает, что оскорбление обязательно должно содержать негативную характеристику того, кому адресовано. Между тем это не так. Оскорбление может содержать отрицательную оценку, а может и не содержать. Можно ли утверждать, что валенки — это обувь? Конечно. Но нельзя утверждать, что вся обувь — это только валенки. Оскорбить можно, плюнув в лицо человеку. Это действие не содержит никаких отрицательных характеристик.

Мы все — носители русского языка. Нам не нужно научно объяснять значение слов на «х», «б», «ё» или «п». Всем ясно, что это — табуированная лексика. Чтобы узнать значение слова «звезда» на букву «п», надо просто зайти в любую подворотню и спросить первого попавшегося алкаша.

Несмотря на ходатайство адвокатов Киркорова, суд отказался придать заключению статус официальной лингвистической экспертизы, и оно не повлияло на приговор. 11 августа 2004 года мировой суд Ростова-на-Дону признал Киркорова виновным по части 2 статьи 130 УК РФ (оскорбление в публичном месте) и назначил штраф в размере 60.000 рублей с выплатой в пользу государства. Адвокат истицы В. Лившиц подчёркивал, что Ирина Ароян намеренно не предъявляла к эстрадному певцу никаких материальных претензий в качестве компенсации морального вреда; для пострадавшей стороны достаточной компенсацией стало вынесение обвинительного приговора Киркорову. В официальном судебном постановлении отмечалось, что «Киркоров, являясь одним из известнейших артистов и образцом для подражания молодёжи, умышленно и цинично оскорбил Ирину Ароян». Вскоре после этого Киркоров снова оскорбил журналиста (корреспондента газеты «Известия») с использованием обсценной лексики.

## Общественный резонанс
Скандал негативно отразился на популярности Филиппа Киркорова и на его гастрольной деятельности. Ряд региональных музыкальных радиостанций FM-диапазона в рамках объявленного бойкота певцу исключили его песни из ротации в эфире. Некоторые региональные отделения популярных музыкальных телеканалов Муз-ТВ и MTV Россия, поддерживая бойкот, также отказались демонстрировать видеоклипы Киркорова. Певец впервые не принял участие в фестивале «Песня года».
После скандальной конференции, на следующий день, музыкант Левон Атаян создал ремикс «Kirkorov Mazzdie». Песню скачали более 100000 пользователей за 2 дня, а после этого музыкант Алексей Вишня написал ремикс «Миллион Против», которые после были включены в концертную программу Филиппа Киркорова «Король ремейков». По некоторым сведениям, компания «Филипп Киркоров Продакшн» предложила Левону Атаяну сделать совместный альбом; после отказа музыканта компания нелегально выпустила альбом «Сам П…а?! или Kirkorov MaZZDie!!!».
Интернет-газета «Дни.ру» в июне 2004 года организовало акцию «Миллион против Киркорова» («Скажи Киркорову нет!»). Организаторы акции объявили своей главной задачей собрать один миллион подписей под обращением протеста. Филипп Киркоров в связи с этой инициативой заявил, что готов отказаться от звания заслуженного артиста РФ. Декларированный миллион подписей в итоге не был собран — организаторы остановили проект сразу же после вынесения судебного приговора, посчитав, что главная цель достигнута — виновный понёс заслуженное публичное наказание. За два месяца действия интернет-акции протеста было собрано более двухсот тысяч подписей.
Певец публично не согласился с решением суда, но тем не менее не обжаловал его в установленном законом порядке. После вынесения судебного решения по иску Ирины Ароян Филипп Киркоров в конце августа 2004 года объявил об уходе со сцены и сворачивании гастрольной деятельности. В сообщениях СМИ отмечалось, что певец после скандала до конца 2004 года лишь однажды появился на столичном светском мероприятии (на презентации альбома группы «Smash!!»), и, в отличие от обычной практики, на нём не выступал. В декабре 2004 года на записи концерта по случаю вручения премии «Золотой граммофон» эстрадный певец принёс заочные публичные извинения в адрес оскорблённой им журналистки (телеэфир концерта состоялся в начале 2005 года). К этому времени речь об уходе со сцены Киркорова уже не шла. Ирина Ароян, комментируя извинения Киркорова, сообщила, что для неё этот инцидент полностью исчерпан. Однако, по мнению некоторых СМИ, извинения были сделаны в двусмысленной манере.
Отношение самого эстрадного певца к скандалу на пресс-конференции не было постоянным. Сначала он отрицал всякую вину со своей стороны; во время судебного процесса и после вынесения приговора оправдывался тем, что его спровоцировали; высказывал сожаления о случившемся, но утверждал, что ему легче работать дворником, чем извиниться перед Ириной Ароян («я готов мести улицы, вылизывать дворы, но извиняться перед этой зарвавшейся журналисткой не буду никогда»). В начале 2005 года его извинения в адрес журналистки всё же прозвучали в телеэфире. Наконец, спустя почти год после происшествия Филипп Киркоров в интервью радиостанции «Эхо Москвы» признал, что, будучи публичной персоной, не имел права на чрезмерно эмоциональные высказывания.
Тем не менее последствия скандала ощущались на карьере эстрадной звезды в первой половине 2005 года (окончательно восстановить свои прежние позиции на российской эстраде, по мнению газеты «Коммерсантъ», певцу удалось лишь к 2007 году). Так, под различными предлогами откладывались его совместные концерты с греческим певцом Сакисом Рувасом, одним из призёров Евровидения 2004 — продюсеры мероприятия опасались, что под влиянием скандала билеты останутся нераспроданными. Совместные гастроли Киркорова и Анастасии Стоцкой в Минске в феврале 2005 года были на грани срыва из-за низкого спроса на билеты. Организаторы концертов пошли на беспрецедентную акцию, продавая два билета по цене одного. Филипп Киркоров был вынужден отказаться от концертов в Армении в апреле 2005 года: 30 молодёжных организаций Армении (в их числе — молодёжное крыло партии «Дашнакцутюн»), протестуя против хамства Киркорова по отношению к Ирине Ароян, армянке по национальности, а также отмечая его «протурецкий настрой», обратились к организаторам мероприятия с требованием отменить гастроли певца.
«Серебряная калоша» (награда за самые сомнительные достижения в шоу-бизнесе) выдвинула этот случай в качестве одного из претендентов в номинации «Неуставные отношения, или Караул года» с формулировкой «Филипп Киркоров — за разжигание армяно-болгарского конфликта на территории Ростова-на-Дону, во время которого неоднократно употреблялось слово… „кофточка“». Газета «Известия» назвала происшествие на пресс-конференции «главным скандалом года»; журнал «Русский Newsweek» обозначил слова, сказанные Киркоровым на пресс-конференции «Вы мне надоели! Меня раздражают ваша розовая кофточка, ваши сиськи и ваш микрофон!» как фразу года. «Независимая газета» отметила рекордно высокое число запросов слова «скандал» в поисковых системах рунета в июне 2004 года, подчеркнув также, что это самый крупный интернет-скандал в России.
Комментируя широкий общественный резонанс, который вызвал скандал, редактор «Газеты Дона» Сергей Медведев сказал:
Впервые зарвавшейся звезде объявлен массовый бойкот. <...> Бойкот Киркорова — это не столько протест против самого певца, сколько желание граждан доказать себе и окружающим, что хамство, наглость, пошлость могут быть наказаны, от кого бы ни исходили.
Еженедельник «Новое время», анализируя ситуацию вокруг скандала в контексте неразвитости в России основных политических свобод, отмечал:
Цивилизованный диалог общества с властью отсутствует. Это форма социального протеста, имитация общественной жизни, которая нынче проявляется в стилистике матерного декаданса. Это такая дозволенная форма диссидентства. <...> Это вольномыслие новейшего времени: артисту позволено прилюдно подыскивать рифму к слову «звезда», телеканалам неделями извещать об этом зрителей, а публике — негодовать, испытывая в финале катарсис, когда диктор ровным голосом сообщает о торжестве справедливости: Киркоров признан хамом и оштрафован.
По мнению писателя Андрея Столярова, высказанному на страницах журнала «Нева», конфликт Киркорова и Ароян следует трактовать в контексте противопоставления российской элиты остальному обществу: «Пренебрежение „элиты“ к „простонародью“ выплёскивается то здесь, то там. Вот, например, Филипп Киркоров…, которому не понравился на пресс-конференции вопрос журналистки, ответил на него нецензурной бранью. Скандал был грандиозный. И что в результате? А ничего. Певец заплатил умеренный штраф, а потом использовал элементы этой истории в своих выступлениях».
Многие деятели шоу-бизнеса, артисты, музыканты, телеведущие сочли нужным высказать своё отношение к скандалу.
- 25 июня 2004 года на «Первом канале» вышел выпуск программы Светланы Сорокиной «Основной инстинкт», посвящённый скандалу. В популярном ток-шоу участвовали, помимо непосредственных персон конфликта, Иосиф Кобзон, Александр Розенбаум, Дарья Донцова, Михаил Барщевский, Артур Гаспарян, поддерживавшие в той или иной мере позицию Филиппа Киркорова в конфликте, а также Дмитрий Быков, Даниил Дондурей, вставшие на защиту оскорблённой журналистки, и другие. Обсуждение скандала в прямом эфире получилось эмоциональным и, по мнению некоторых СМИ, обозначило противостояние между журналистским сообществом и шоу-бизнесом. Светлана Сорокина вела программу в розовой кофточке, на что не преминул обратить внимание Филипп Киркоров[46].
- Певец Александр Новиков опубликовал открытое письмо, в котором жёстко осудил поведение Киркорова, «поющего с экрана о любви к женщине в самом высоком стиле, а потом сошедши с экрана, кроющего её матом и унижающий прилюдно». Новиков оказался единственным известным работником сцены, в разгар скандала открыто выступившим в телеэфире в защиту Ирины Ароян[47][48].
- Александр Цекало поддержал Киркорова: «Если бы журналисты наравне с вопросами каверзными задавали вопросы профессиональные, не было бы и таких ситуаций». <…> Настоящая жизнь артистов — нарушенное давление из-за постоянных перелетов, бесплодие у женщин, искривленные позвоночники".[49]
- Поэт-песенник Илья Резник, человек, входящий в ближайшее окружение Аллы Пугачёвой, комментируя скандал для нью-йоркской русскоязычной радиостанции отметил, что Киркоров опозорил весь музыкально-артистический цех, позволив себе несдержанность[50]. В более позднем интервью программе «Вести недели» на телеканале «Россия» в сентябре 2004 года песенник заявил, что все возникшие на фоне скандала проблемы Киркорова — чисто психологические, и что ему нужно только набраться сил и извиниться. Сам певец с таким мнением не согласился[28].
- Армен Григорян, лидер группы «Крематорий», подчёркивал, что судебный процесс стал знаком для «эстрадных пакостников» и большой победой здравого смысла[20].
- Святослав Бэлза, телеведущий и музыковед, обращал внимание на то, что приговором создан предостерегающий прецедент, напоминающий, что хамство наказуемо[20].
- Евгений Хавтан, лидер группы «Браво», счёл вынесение справедливого судебного приговора позитивным содержанием скандального инцидента[20].
- Алла Пугачёва, в то время супруга Филиппа Киркорова, никак не высказала своего отношения к скандалу и судебному процессу над мужем. Её молчание дало повод некоторым СМИ расценивать скандал как спланированную пиар-акцию[51]. Впоследствии некоторые рассматривали скандал как одну из причин развода Пугачёвой и Киркорова в 2005 году.

## Скандал в творчестве Филиппа Киркорова
Скандал нашёл своеобразное отражение в творчестве Филиппа Киркорова. В июле 2004 года вышел его мини-альбом Сам П…А?! или Kirkorov MaZZDie!!!. Основу альбома составили несколько ремиксов популярных композиций эстрадного исполнителя, а также положенные на музыкальное сопровождение фразы певца со скандальной пресс-конференции. Некоторые ремиксы были включены в альбом незаконно, после чего были разбирательства с музыкантом Левоном Атаяном, который не давал Киркорову и его компании «Филипп Киркоров Продакшнз» никаких прав на издание его ремикса «Kirkorov MaZZDie». Одновременно с выпуском альбома певец подготовил новое шоу «Король ремейкОҒҒ» (по названию сингла, вошедшего в упомянутый альбом). По сообщениям некоторых[каких?] СМИ, шоу-программа отличалась сомнительным качеством. Будучи представленным на фестивалях «Новая волна» и «Славянский базар», концертное шоу провалилось. Раймонд Паулс, комментируя новую программу певца, сказал: 
«Это было абсолютно мимо, стыдно было даже в зале сидеть. Я думаю, это очень сильный его промах, который может негативно сказаться на всей карьере».
 В шоу впервые появился образ «розовых кофточек», преследующих певца.
В новогодней программе «Первая ночь с Олегом Меньшиковым», появившейся в эфире телеканала НТВ в ночь на 1 января 2005 года, был показан необычный музыкальный номер «А вы-то кто?», связанный со скандалом; в титрах исполнителями композиции были названы Филипп Киркоров и «2ва самолёта» (авторами композиции являются участники группы). Декорациями исполнителю на сцене (некто в маске, переодетый Киркоровым) служили многочисленные микрофоны, наводящие на мысль о пресс-конференции, а танцовщицы кордебалета с накладными «сиськами» были одеты в розовые кофточки. Вероятно, под маской Киркорова скрывался сам певец (он снимает её в финальном эпизоде на несколько секунд), а маскарад был обусловлен тем, что некоторые поддержавшие бойкот руководители НТВ заявляли, что Киркорова на канале больше никто не увидит.
Эстрадный номер «А вы-то кто?» повторно появился на телевидении в 2005 году в первоапрельской программе «Бенефис Юрия Гальцева и Елены Воробей», показанной «Первым каналом». Идея номера, на этот раз решённого в жанре клоунады, осталась прежней, но здесь Филипп Киркоров уже не скрывал своего лица. Роль главной «розовой кофточки» досталась Елене Воробей, которую по ходу представления Киркоров «кормил» обрывками газет. Некоторые издания отреагировали на выступление Киркорова, назвав его «пошлым» и «низкопробным».
Окончательно восстановить своё прежнее положение в шоу-бизнесе Киркоров, по мнению газеты «Коммерсантъ», смог только в 2007 году: в ноябре 2007 года в московском Театре оперетты прошла успешная серия сольных концертов певца — первые столичные сольные выступления артиста после длительного перерыва в шесть лет. В июле 2010 года Киркоров выступил в Сочи с концертом в честь 35-летия песни «Арлекино», на котором исполнил песни из репертуара Аллы Пугачевой

## Интересные факты
- Практически сразу после скандала в Интернете появился сайт со списком ремейкизированных Киркоровым мелодий, песен и фрагментов аранжировок. На сегодняшний день на сайте находится таблица с 78 сравнительными строками, подкрепленными 89 аудиофрагментами[59]. Обновление сайта с 2004 года прекращено.
- Фразу Киркорова «Меня раздражают Ваша розовая кофточка, Ваши сиськи и Ваш микрофон» обыгрывали музыкальные критики накануне концерта певицы P!nk в Москве в 2004 году: «Нам нравятся её розовая кофточка, её сиськи и её микрофон»[60].
- Вариации на тему скандальных высказываний Киркорова прозвучали в 2007 году в Якутске. Как сообщала газета «Якутск вечерний» и другие издания, мэр города Илья Михальчук во время планёрки высказал своему заместителю Игорю Трескову: «На планёрку к мэру надо приходить подготовленным. <…> Меня раздражает ваш костюмчик, ваш галстук и ваши очки! Всё, встал и вышел отсюда! Встал и ушёл!»[61][62][63].
- В 16 серии сериала «Осторожно Задов, или похождения прапорщика» героем Дмитрия Нагиева обыграна фраза «Да-свидания! По-русски научитесь говорить сначала!»[64]
- У команды КВН «Кефир» (Нягань) была шутка, в которой использовалась фонограмма одной из фраз Киркорова: «А генеральный спонсор нашего выступления — лингвистический центр „Филипп Киркоров“. Лингвистический центр „Филипп Киркоров“ — „Научитесь говорить сначала по-русски!“»[65].
- По мнению некоторых критиков российского шоу-бизнеса, скандал на пресс-конференции с Киркоровым был запланирован, так как, по мнению критиков «Автор главного ремикса Левон Атаян, не мог на следующий день уже предоставить слушателям готовый ремикс и раздавать интервью на российских телеканалах, а газета „Дни. Ру“ не могла за день организовать акцию против Киркорова»[источник не указан 2689 дней].
- Скандалу был посвящён эпизод сатирического мультсериала «Красная стрела», выходившего на НТВ[источник не указан 2689 дней].